# Доброслав (Лодзинське воєводство)
Доброслав (пол. Dobrosław) — село в Польщі, у гміні Лютутув Верушовського повіту Лодзинського воєводства.
Населення — 179 осіб (2011).
У 1975-1998 роках село належало до Серадзького воєводства.

## Демографія
Демографічна структура станом на 31 березня 2011 року:
|          | Загалом | Допрацездатний вік | Працездатний вік | Постпрацездатний вік |
| -------- | ------- | ------------------ | ---------------- | -------------------- |
| Чоловіки | 92      | 17                 | 69               | 6                    |
| Жінки    | 87      | 24                 | 40               | 23                   |
| Разом    | 179     | 41                 | 109              | 29                   |